# Lycoperdon pyriforme
Espèce
Synonymes
- Lycoperdon pyriforme var. tessellatum Pers.[2]
- Lycoperdon pyriforme ß tessellatum Pers.[2]
- Morganella pyriformis (Schaeff.) Kreisel & D. Krüger[2]

La Vesse de loup en forme de poire, Lycoperdon pyriforme, est une espèce de champignons de la famille des Lycoperdacées. Le lycoperdon pyriforme se nomme aussi Morganella pyriformis ou apioperdon pyriforme.

## Description du sporophore

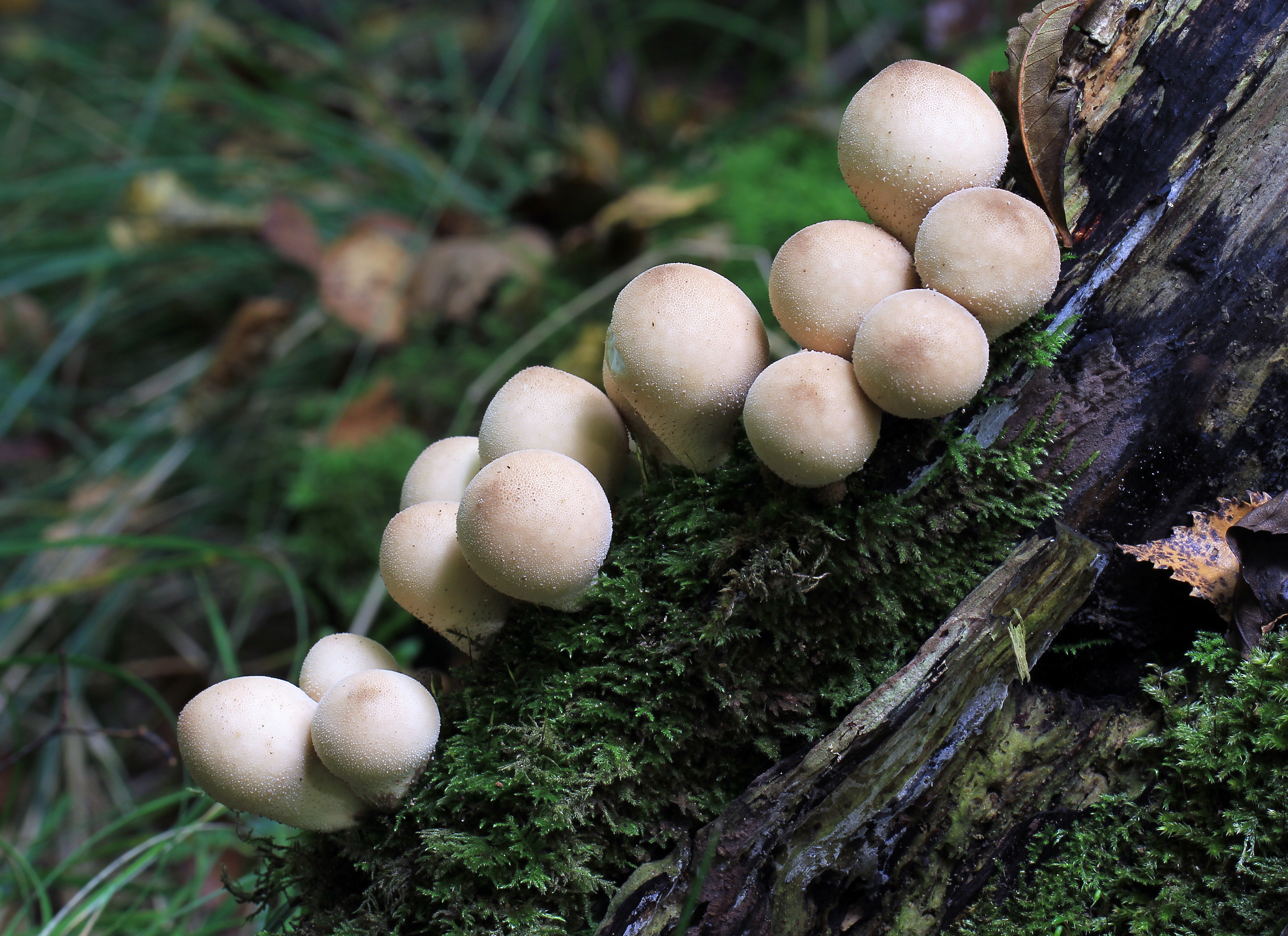
Regroupement de vesses-de-loup en forme de poire

Le sporophore du lycoperdon pyriforme ressemble à une petite poire à l'envers. Il n'a pas d'anneau (champignon). Il se rencontre à la fin de l'été sur les souches en décomposition. -.
Son pied se rétrécit à la base. Sa couleur est blanche, devient brune, tendant quelquefois vers le gris. Les cordons mycéliens (voir Mycélium), blancs, restent visibles en pénétrant dans le support de culture. L'enveloppe comporte des petits granules qui disparaissent, puis se forme l'hyménium, partie fertile où les spores vont exister. La chair blanche, appelée glèbe chez les vesses, deviendra alors brune-olive, un trou s'ouvrira au sommet du chapeau, et les spores s'échapperont par là, emportés par le vent et la pluie. Restera une chose craquelée, sèche et brune. -.

## Comestibilité
Comestible à l'état jeune mais de qualité gustative médiocre.

## Espèces proches et risques de confusion
Le lycoperdon pyriforme peut être confondu avec Morganella subincarnata, des Morganella, des Agaricaceae. Morganella subincarnata a une teinte plus rouge.